# Šipanska Luka
Šipanska Luka je naselje na Hrvaškem na otoku Šipan, ki upravno spada pod mesto Dubrovnik; le-ta pa spada pod Dubrovniško-neretvansko županijo.

## Geografija
Šipanska Luka je mirno otoško naselje z okoli 280 prebivalci. Naselje leži na koncu dolgega zaliva Luka na zahodni obali otoka. Okoli zaliva se razprostira naselje, ki ima tudi manjši pomol, na katerem pristaja redna trajektna linija. Na pomolu stoji svetilnik, ki oddaja svetlobni signal: R Bl 5s. Nazivni domet svetilnika je 3 milje. Kadar piha severozahodni veter, ki je močnejši od 3 boforov se v zalivu pojavlja bibavica, ob močnjejšem jugu pa je morje precej valovito. Sicer pa je prostrani zaliv Luka za navtike eden najvarnejših v  Elafitskem otočju.

## Gospodarstvo
Prebivalci se ukvarjajo z ribolovom, vinogradništvom, pridelavo oljk, fig, agrumov in turizmom. V kraju je hotel (H.Šipan), več restavracij, možen pa je tudi najem privatnih sob in apartmajev.

## Zgodovina
V Šipanski Luki so pri arheoloških izkopavanjih odkrili ostanke rimske ville rustice. Še več pa jesrednjeveških arhitekturnih spomenikov. Od teh še prav posebno izstopata dvorec družine Sarkočević iz 15. stoletja in gotski knežji dvorec z dvema biforoma in napisom iz 1450 nad gotskimi dvoriščnimi vrati.

## Demografija
| Pregled števila prebivalcev po letih | Pregled števila prebivalcev po letih | Pregled števila prebivalcev po letih | Pregled števila prebivalcev po letih | Pregled števila prebivalcev po letih | Pregled števila prebivalcev po letih | Pregled števila prebivalcev po letih | Pregled števila prebivalcev po letih | Pregled števila prebivalcev po letih | Pregled števila prebivalcev po letih | Pregled števila prebivalcev po letih | Pregled števila prebivalcev po letih | Pregled števila prebivalcev po letih | Pregled števila prebivalcev po letih | Pregled števila prebivalcev po letih |
| ------------------------------------ | ------------------------------------ | ------------------------------------ | ------------------------------------ | ------------------------------------ | ------------------------------------ | ------------------------------------ | ------------------------------------ | ------------------------------------ | ------------------------------------ | ------------------------------------ | ------------------------------------ | ------------------------------------ | ------------------------------------ | ------------------------------------ |
| 1857                                 | 1869                                 | 1880                                 | 1890                                 | 1900                                 | 1910                                 | 1921                                 | 1931                                 | 1948                                 | 1953                                 | 1961                                 | 1971                                 | 1981                                 | 1991                                 | 2001                                 |
| 830                                  | 777                                  | 746                                  | 695                                  | 681                                  | 648                                  | 555                                  | 539                                  | 571                                  | 603                                  | 526                                  | 411                                  | 297                                  | 279                                  | 237                                  |